# فریدون شهیدی
فریدون شهیدی (زاده ۲۹ خرداد ۱۳۲۶ در تهران) ریاضیدان ایرانی و پروفسور ریاضیات در دانشگاه پردیو است. زمینه کاری شهیدی، نظریه نمایش و فرمهای اوتومورفیک و برنامه لنگلندز است. او بویژه به دلیل روشی در L-تابعهای اوتومورفیک که به نام خود او و رابرت لنگلندز، روش لنگلندز-شهیدی نامیده شده است، نامبردار است. او از سال ۲۰۱۰ عضو آکادمی هنر و دانش آمریکا می‌باشد. شهیدی از سال ۲۰۰۱ دارای رتبه دانشگاهی پروفسور برجسنه (Distinguished Professor) است.

## زندگینامه
شهیدی تحصیلات دانشگاهی را در دانشگاه تهران تا مقطع لیسانس ریاضی ادامه داد. سپس در سال ۱۹۷۵ در دانشگاه جانز هاپکینز تحت راهنمایی جوزف شالیکا، مدرک دکتری ریاضی را بدست آورد. پس از آن شهیدی در دانشگاههای بسیاری از جمله دانشگاه ایندیانا، دانشگاه تورنتو، دانشگاه پاریس ۷ و دانشگاه کیوتو بعنوان پژوهشگر و استاد سرگرم آموزش و پژوهش بوده است. شهیدی در سال ۲۰۰۲ بعنوان سخنران مدعو در کنگره جهانی ریاضیدانان در پکن شرکت داشت (Automorphic L-functions and functoriality).